# U-Bahnhof Großreuth bei Schweinau
Der U-Bahnhof Großreuth bei Schweinau (Kurzbezeichnung des Betreibers: GR) ist ein Bahnhof der Nürnberger U-Bahn und wurde nach Plänen des Pilsacher Architekturbüros Berschneider + Berschneider errichtet. Der U-Bahnhof wurde am 15. Oktober 2020 eröffnet. Er ist 898 m vom U-Bahnhof Gustav-Adolf-Straße entfernt und stellt den vorübergehenden südwestlichen Endbahnhof der Linie U3 dar. Schon bei seiner Eröffnung war der Weiterbau der U3 zu mindestens zwei weiteren Stationen im Anschluss (geplante Namen „Kleinreuth bei Schweinau“ und „Gebersdorf“) politisch beschlossen und bereits in Bau.

## Lage und Infrastruktur

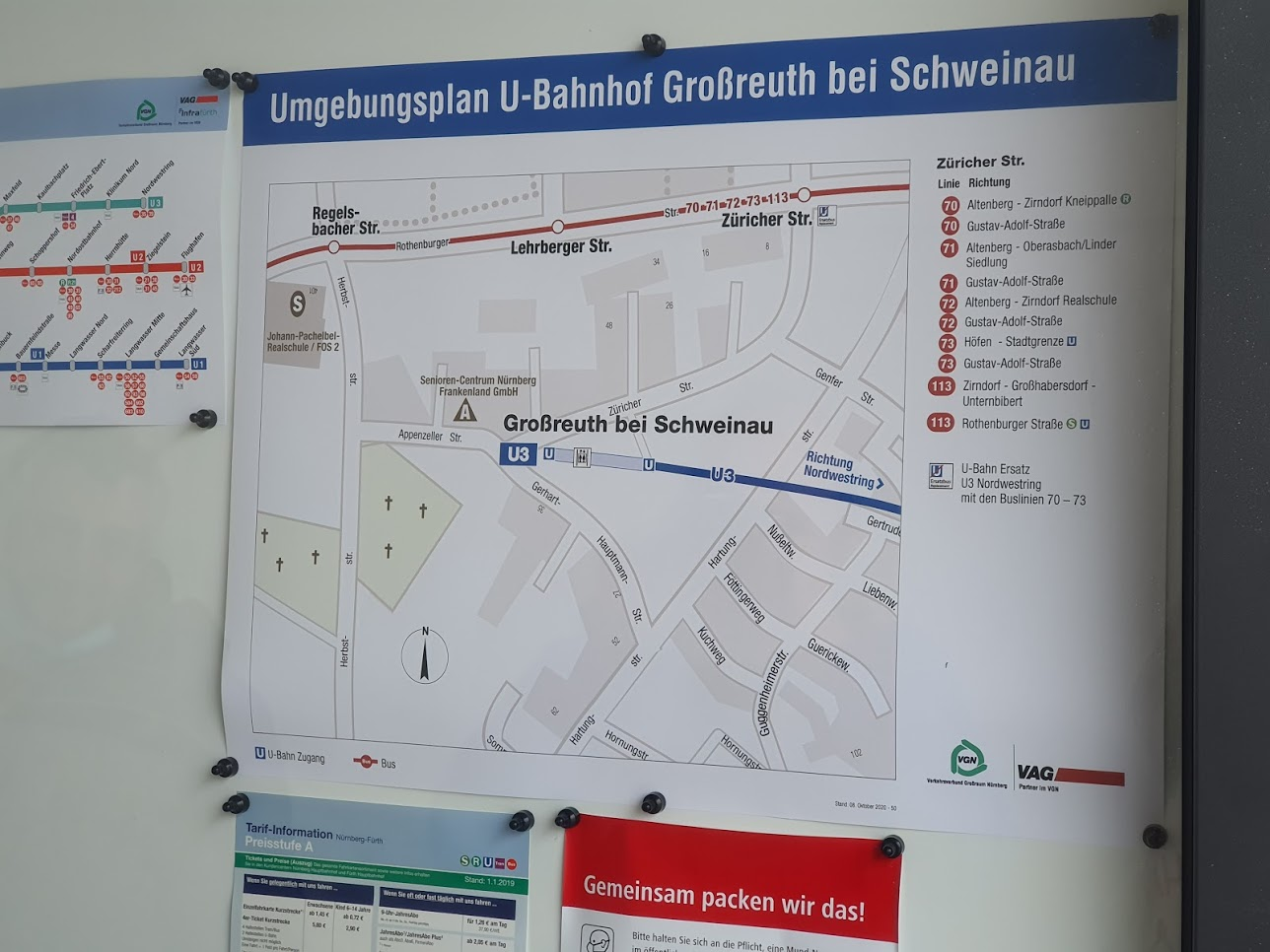
Lageplan Großreuth

Der etwa 239 Meter lange Bahnhof liegt im gleichnamigen Nürnberger Stadtteil Großreuth bei Schweinau und erstreckt sich unterirdisch in Ost-West-Ausrichtung parallel zur rund 225 m entfernten Rothenburger Straße zwischen der Kreuzung Züricher Straße / Gerhart-Hauptmann-Straße und der Hartungstraße. Baubeginn war mit dem ersten Rammschlag am 17. Oktober 2014, die Betriebsaufnahme erfolgte – aufgrund der Covid-19-Pandemie – ohne weitere Feierlichkeiten am 15. Oktober 2020. Der Bahnhof ist der erste der U3, welcher vollständig außerhalb des Rings liegt. Die Endbahnhöfe vor Eröffnung dieser Haltestelle liegen jeweils auf dem Ring und bieten Umsteigemöglichkeit zum Ringbus 35/65.
Hinter dem U-Bahnhof schließt sich unter der Appenzeller Straße ein rund 235 m langer, zweigleisiger Tunnel an, welcher vorübergehend als Abstell- bzw. Wendeanlage genutzt wird.

## Architektur
Das Bauwerk liegt in einfacher Tiefenlage (ungefähr 8,60 m) unter der Erdoberfläche. Es gibt also kein Verteilergeschoss. An jedem Bahnsteigende befinden sich Fest- und Rolltreppen sowie auf der Westseite eine Aufzugsanlage, die eine direkte Verbindung zur Oberfläche darstellen. Über insgesamt sieben Lichtkuppeln tritt Tageslicht auf die Bahnsteigebene. Die Bahnsteigwände wurden mit einem Himmel- und Wolkenmotiv auf Aluminiumpaneelen gestaltet.

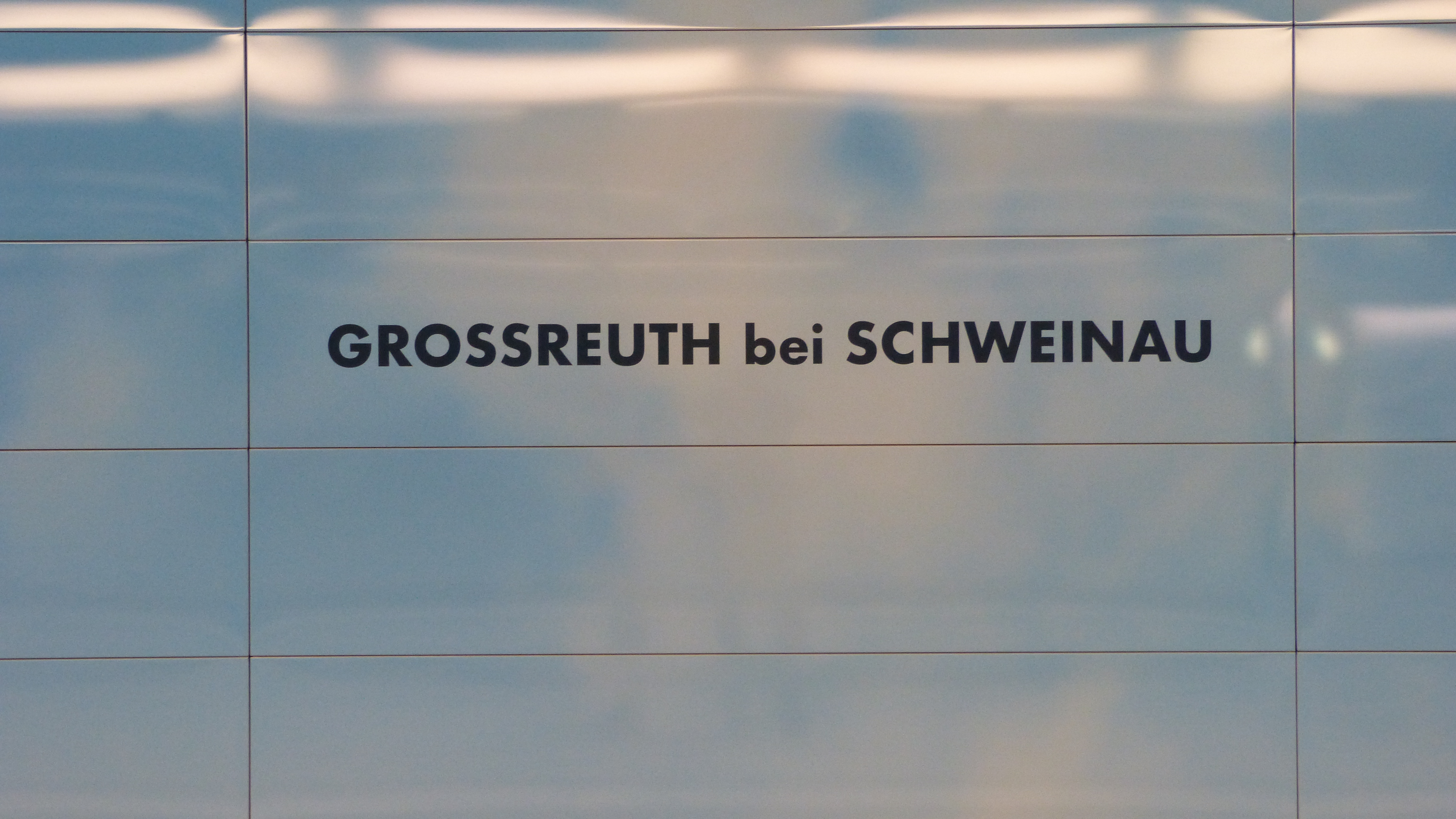
Stationsname an den Bahnsteigwänden
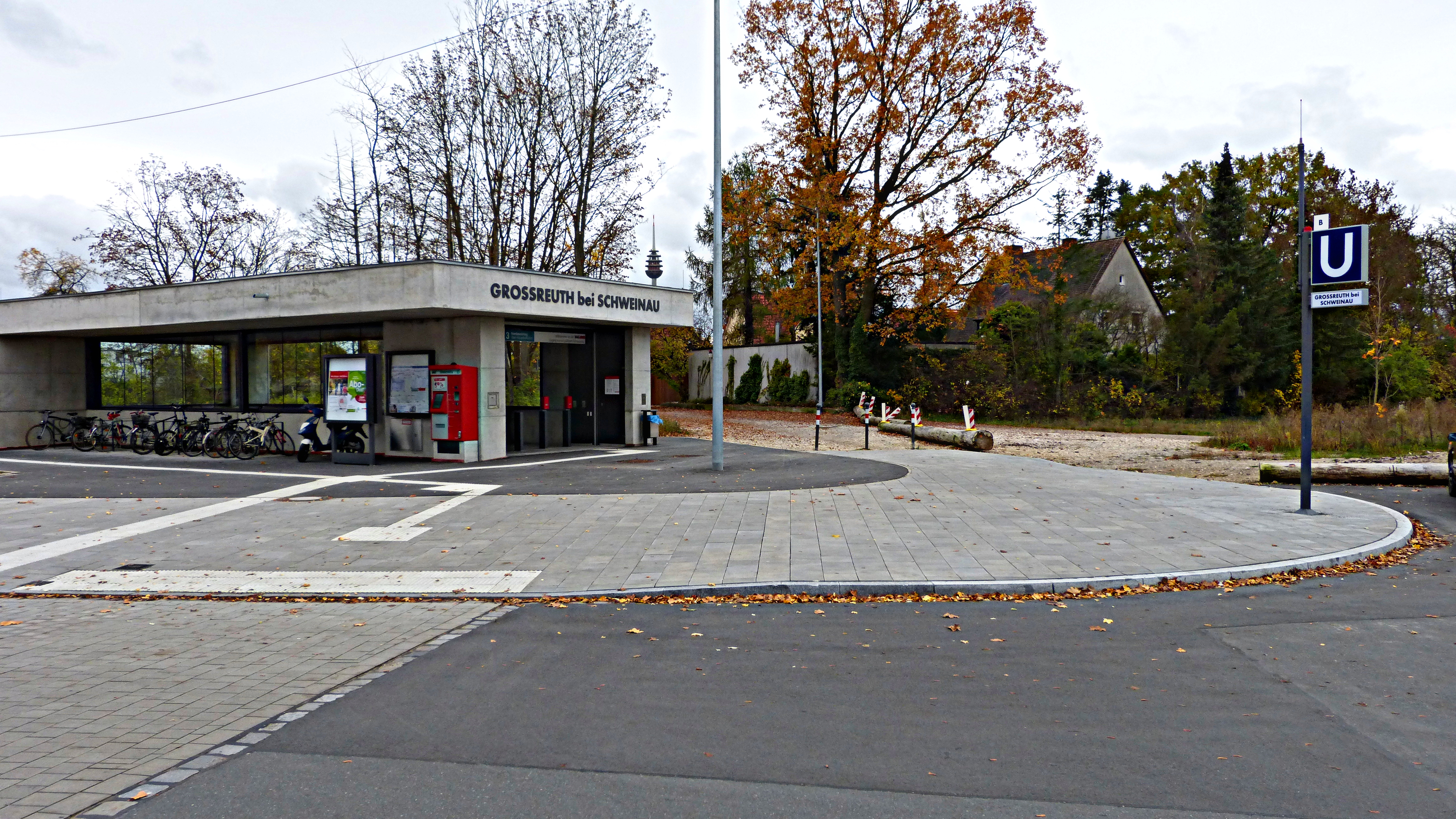
Zugang West
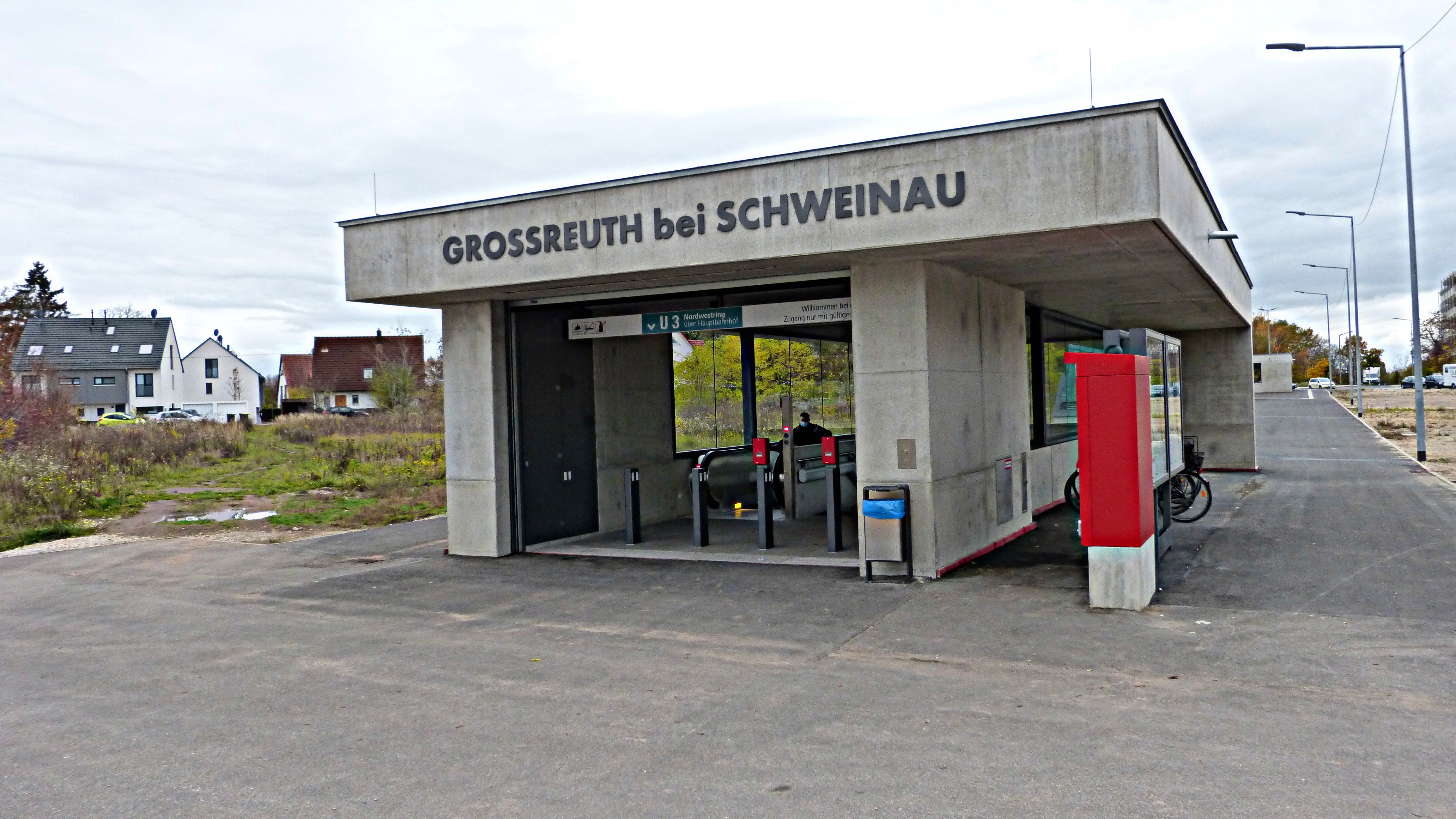
Zugang Ost
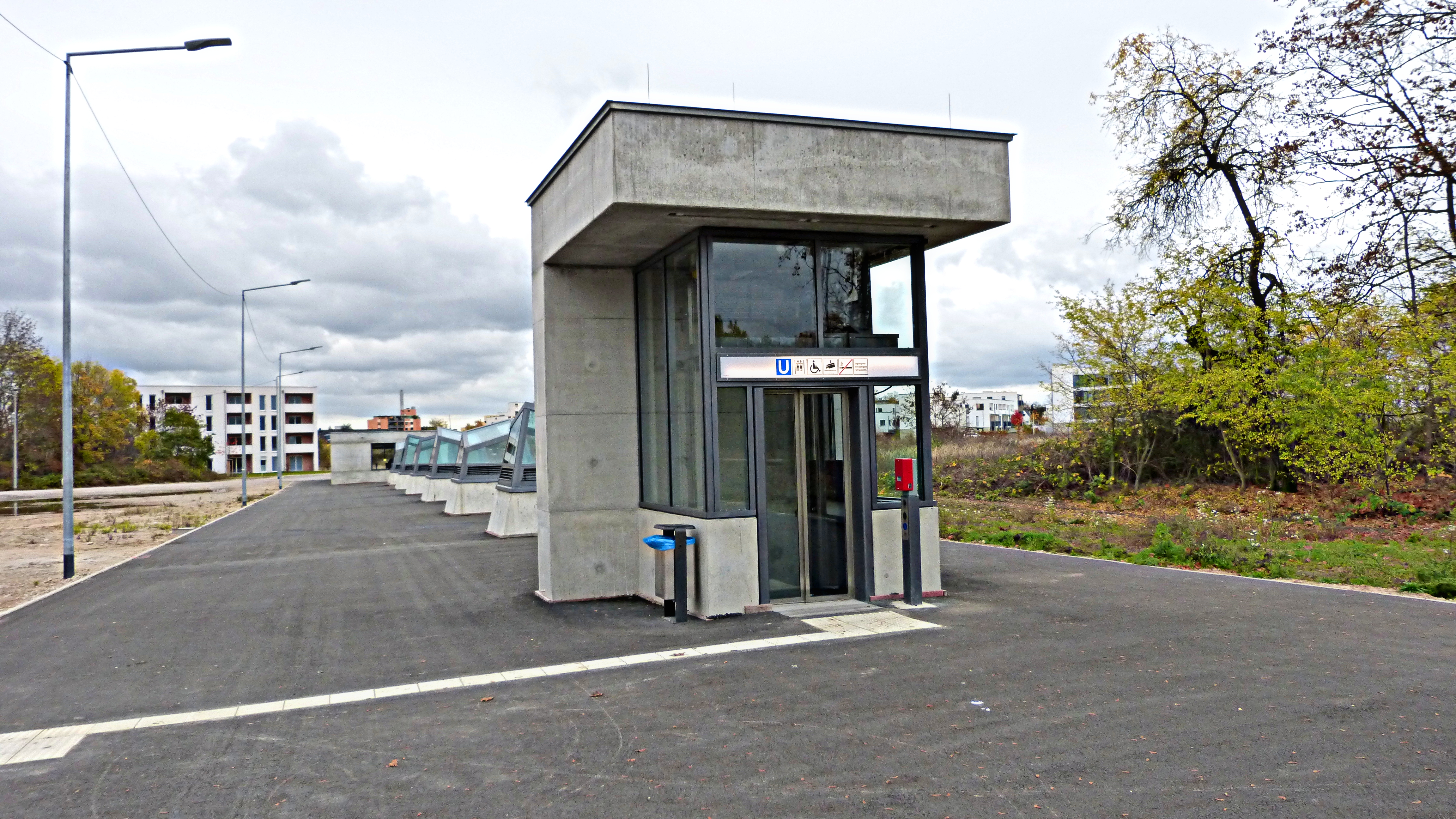
Aufzug zum Bahnsteig
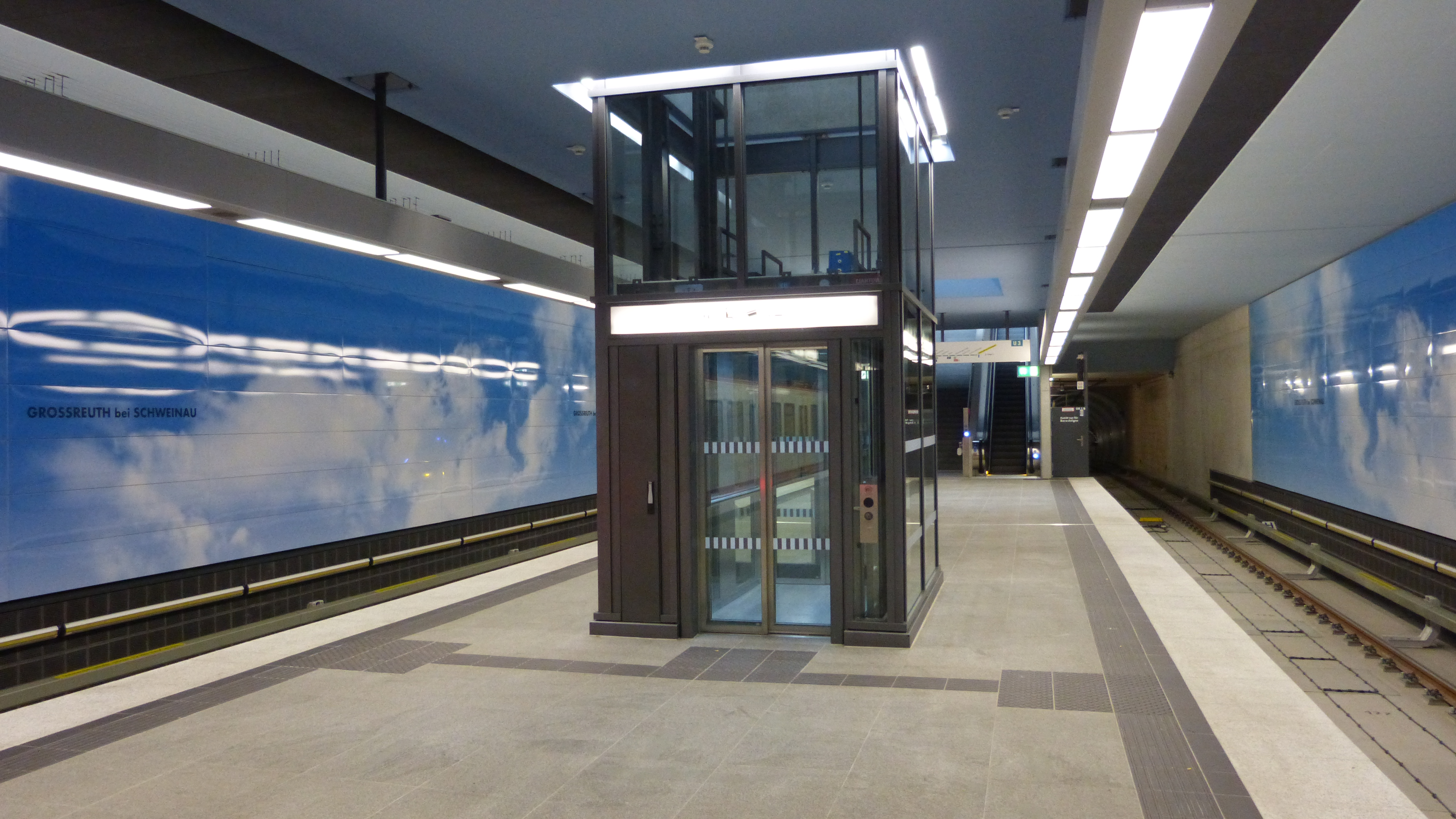
Aufzug an der Bahnsteigebene
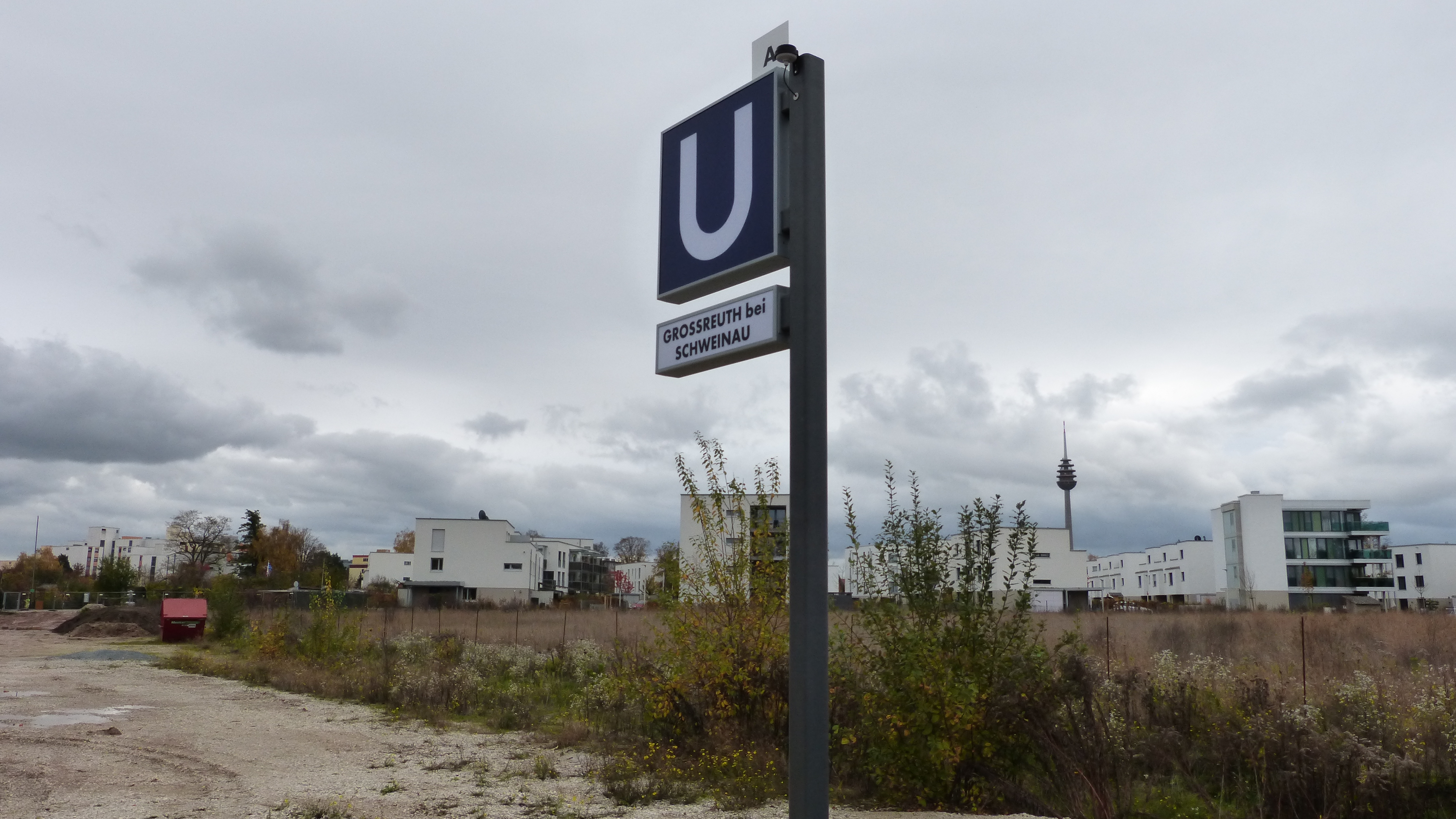
U-Bahnschild am Osteingang

## Linien
Der Bahnhof wird ausschließlich von der Linie U3 bedient. Anders als bei den meisten anderen U-Bahnhöfen im Nürnberger Netz und im Gegensatz zu allen Endpunkten der U-Bahn wird er weder von Bus- noch von Straßen- oder S-Bahnlinien bedient. Die nächsten Bushaltestellen sind – jeweils in einigen hundert Metern Entfernung – entlang der Rothenburger Straße die Haltestellen „Regelsbacher Straße“, „Lehrberger Straße“ und „Züricher Straße“ (Buslinien 70, 71, 72, 73 bzw. N8 und 117) sowie entlang der Wallensteinstraße die Haltestellen „Bayerischer Rundfunk“ und „alte Wallensteinstraße“ (Buslinie 69)
| Linie | Verlauf | Takt                                             |
| ----- | --- | ------------------------------------------------ |
| U3    | Großreuth bei Schweinau – Gustav-Adolf-Straße – Sündersbühl – Rothenburger Straße – Plärrer – Opernhaus – Hauptbahnhof – Wöhrder Wiese – Rathenauplatz – Maxfeld – Kaulbachplatz – Friedrich-Ebert-Platz – Klinikum Nord – Nordwestring Stand: Fahrplanwechsel Dezember 2023 | 5 min 3–4 min (zur HVZ) 10 min (sonn-/feiertags) |